# Municipio de Burlington (Ohio)
El municipio de Burlington (en inglés: Burlington Township) es un municipio ubicado en el condado de Licking en el estado estadounidense de Ohio. En el año 2010 tenía una población de 1223 habitantes y una densidad poblacional de 18,46 personas por km².

## Geografía
El municipio de Burlington se encuentra ubicado en las coordenadas 40°13′28″N 82°30′55″O / 40.22444, -82.51528. Según la Oficina del Censo de los Estados Unidos, el municipio tiene una superficie total de 66.24 km², de la cual 66,12 km² corresponden a tierra firme y (0,19 %) 0,12 km² es agua.

## Demografía
Según el censo de 2010, había 1223 personas residiendo en el municipio de Burlington. La densidad de población era de 18,46 hab./km². De los 1223 habitantes, el municipio de Burlington estaba compuesto por el 96,16 % blancos, el 0,9 % eran afroamericanos, el 0,33 % eran amerindios, el 0,74 % eran asiáticos, el 0,49 % eran de otras razas y el 1,39 % eran de una mezcla de razas. Del total de la población el 1,72 % eran hispanos o latinos de cualquier raza.